# Białogorce
Białogorce – wieś w Polsce położona w województwie podlaskim, w powiecie sokólskim, w gminie Krynki.
W czasach zaborów w granicach Imperium Rosyjskiego, w guberni grodzieńskiej, w powiecie grodzieńskim.
W latach 1921–1939 leżała w Polsce, w województwie białostockim, w powiecie grodzieńskim, w gminie Krynka.
Według Powszechnego Spisu Ludności z 1921 roku zamieszkiwało tu 78 osób, 16 były wyznania rzymskokatolickiego a 62 prawosławnego. Jednocześnie 16 mieszkańców zadeklarowało polską przynależność narodową a 62 białoruską. Było tu 12 budynków mieszkalnych.
Miejscowość należała do parafii prawosławnej i rzymskokatolickiej w Krynkach. Podlegała pod Sąd Grodzki w Krynkach i Okręgowy w Grodnie; właściwy urząd pocztowy mieścił się w Krynkach.
| SIMC    | Nazwa      | Rodzaj    |
| ------- | ---------- | --------- |
| 1012525 | Nowosiółki | część wsi |

W latach 1975–1998 miejscowość administracyjnie należała do województwa białostockiego.
Wierni kościoła rzymskokatolickiego należą do parafii św. Anny w Krynkach.